# Rasmus Krogsgaard
Rasmus Krogsgaard (født: 20. december 1980) er en dansk entertainer, skuespiller, musiker, sanger, komponist og speaker. 
Rasmus Krogsgaard debuterede i 1998 i revyen Dit & Dat sammen med Lene Maimu og Hans Chr. Ægidius og var herefter ansat på Teatret Bag Kroen i fire sæsoner. Han har medvirket mere end 50 revyer bl.a. Sønderborg Sommerrevy, Nykøbing Falster Revyen og Rottefælden. 
Siden 2002 har han turneret med sit eget Soloshow, med parodier og musikalsk, humoristisk underholdning. Rasmus blev kåret som Årets Revykunstner (Årets Dirch) i 2009, TV2 Charlie-prisen Årets Parodi 2014, Årets Revyforfatter 2016 og TV2’s Året Der Gak pris 2019. 
På skærmen har han medvirket i filmene Kærlighed ved første hik, Spies og Glistrup og TV-serierne 2900 Happiness, Store Lars, Rita og Sygeplejeskolen og har desuden medvirket i adskillige TV2 Charlie programmer både som vært, tilrettelægger og som parodist. 
Rasmus Krogsgaard har fra 2016 til 2018 været instruktør på Aalborg Vinterrevy og instruerer Nykøbing Falster Revyen i 2021. 
Ved siden af revykarrieren er det også blevet til Preben Kaas Cabareten "Bare Én Gang Til", Knud Pheiffer Cabareten ”Hvordan ligger det med kærlighed?”, og turnéforestillingerne ”Tempo, Timing & Tjuhej”, ”Piraterne fra Penzance” og ”Elverhøj”.
Siden 2019 har Rasmus dannet kunstnerisk makkerpar med skuespilleren Vicki Berlin i duoen Småt Brændbart. En musikalsk og komisk underholdende forestilling som turnerer i hele Danmark i efteråret 2021.
Han er nevø til Henrik Krogsgaard. Har tidligere dannet par med skuespilleren Ann Hjort. Danner i dag par med skuespilleren Patricia Schumann.

## Revyer (udvalgte)
- Ganløse Revyen, 2006, 2007, 2008
- Sønderborg Sommerrevy, 2009, 2010, 2011, 2016, 2017
- Nykøbing Falster Revyen, 2012, 2014, 2015, 2018, 2019, 2021
- Rottefælden, 2013
- Randers Revyen, 2010, 2013, 2017
- Skagen Revyen, 2009, 2010, 2011, 2012, 2013
- Holstebro Revyen, 2014, 2015
- Odense Vinterrevy, 2014, 2015
- Aalborg Vinterrevy, 2015, 2016, 2017, 2018

## Filmografi
- 1999 Kærlighed ved første hik
- 2007 2900 Happiness
- 2013 Spies & Glistrup
- 2020 Rita
- 2020 Store Lars
- 2021 Sygeplejeskolen

## Priser
- Årets Revykunstner 2009 – Årets Dirch
- Årets Parodi 2014 – Charlies Revygalla
- Edith Allers Mindelegat 2009
- DPA’s påskønnelses-legat 2009
- Ravn Jonsens Mindelegat 2012
- Årets Volmer 2012
- Inge Dams Mindefonds Legat 2013
- Årets Revy 2014 – Nykøbing F. Revyen
- Årets Revyforfatter 2016
- Årets Revy 2017 – Sønderborg Sommerrevy
- Walt Rosenbergs Legat 2017
- Osvald Helmuths Jubilæumslegat 2017
- Årets Revy 2019 – Nykøbing F. Revyen
- Årets Gak – Året Der Gak, TV2